# América durante las conquistas
La llegada del hombre a América pudo haber sido de acuerdo a la teoría del poblamiento tardío o a la teoría del poblamiento temprano. Hasta el momento las investigaciones antropológicas solo han detectado presencia humana en el continente con antigüedades no mayores a la época del Pleistoceno.
Sobrevivientes de América
Muchos fueron los factores que influyeron en el desarrollo de los pueblos y también de las tribus en América, las características climáticas, las migraciones dentro del propio continente, la interacción de las culturas tanto por actividades militares o por comercio. Pero siempre aisladas del resto del mundo, sin tener influencia de las filosofías chinas o greco-romanas, sin los descubrimientos tecnológicos como la pólvora o el acero, con una concepción de la economía basada más en la fuerza humana y agricultura que en los metales preciosos. Debido a estos factores, el desarrollo de las civilizaciones humanas en el continente fue muy peculiar y su estudio se realiza de forma muy particular

## Panorama de los pueblos americanos durante los siglos XV, XVI, y XVII
Fue en los siglos XV, XVI y XVII cuando se realizó de manera contundente la exploración, invasión y colonización por parte de los estados europeos en el continente americano, en esa época los pueblos americanos se encontraban en desigual desarrollo cultural, desde nómadas cazadores-recolectores, hasta culturas más avanzadas que habían demostrado tener conocimientos en la arquitectura, astronomía, matemáticas y medicina.

### Norte del continente
El norte del continente americano era poco poblado por las severas condiciones climáticas, se encontraban en la mayoría pueblos nómadas, algunos practicaban agricultura en el verano y caza en el invierno como los ojibwa, micmac, los beothuk (posiblemente influenciados por los vikingos), los cree, los algonquinos, los otawas, los potawatomi, los iroqueses, los hurones, los pies negros, los assiniboine, los tingii, los kwakiutl, los haida, los tsimshiam, los salish, los siux, los mohawk y los chachapoyas.

### Oasisamérica
Es en la región conocida como Oasisamérica, (región desértica con pocos ríos y afluentes) fue en donde se desarrollaron las antiguas culturas mogollón, hohokam y anasazi (cultura Clovis, posiblemente la más antigua en el continente) que habían desaparecido antes del siglo XVI, sus descendientes quienes habitaban la zona eran los indios pueblo conformados por los zuñi, hopi, quienes se encontraban en constante disputa con los navajo; eran cazadores y agricultores sedentarios. Hacia el sur de la región los descendientes probables de la cultura mogollón fueron los pueblos yaqui, mayo, ópatas, tarahumaras, tepehuanes, conchos, jumanos de igual forma cazadores, recolectores y agricultores sedentarios. En la península de Baja California, región desértica, se encontraban los pericúes, guaycuras y cochimíes, quienes eran nómadas cazadores y pescadores.

### Aridoamérica
En la región conocida como Aridoamérica, se encuentra el desierto de Chihuahua, en donde se desarrolló la cultura Paquimé cuyos asentamientos fueron abandonados en el siglo XIV; por las condiciones climáticas tan hostiles solo se encontraban pueblos compactos y aislados, qué fueron llamados con el nombre genérico de chichimecas, que en realidad estaban conformados por los pames, los guamares, los zacatecos y los guachichiles, los tecuexes, los caxcanes y los coahuiltecas, eran en su mayoría cazadores y recolectores, solamente quienes habitaban cerca de los ríos comenzaban a utilizar la agricultura.

### Mesoamérica
En el área conocida como Mesoamérica, con un clima más benigno florecieron diversas civilizaciones; aparentemente los más antiguos fueron los olmecas, cuyos indicios más antiguos datan del año 1200 a. C.
Se ha acreditado que esta cultura desarrolló la escritura, la epigrafía, la invención del cero, el calendario, y el juego de pelota. Se considera que esta fue la cultura madre de Mesoamérica y de ella emergieron las subsecuentes culturas teotihuacana, tolteca, y maya, dando paso al nacimiento de diversos pueblos como los totonacas, mixtecos, purepechas, huastecos, tlaxcaltecas, otomíes, cholultecas.
Hacia el siglo XVI existió una triple alianza, conformada por los mexicas (colhuas) de Tenochtitlan , los acolhuas de Texcoco y los otomíes de Tlacopan, quienes ejercían un fuerte poderío militar al centro de Mesoamérica.
En la zona norte de Mesoamérica se encontraban otras etnias como los huicholes, los tepecanos, los tarascos, los coras, los totonacas.

#### Península de Yucatán
La Península de Yucatán, era una zona influenciada por frecuentes migraciones donde se desarrolló la conocida cultura maya; sin embargo, debido a pugnas y guerras internas, las grandes ciudades fueron abandonadas y la zona se encontraba en decadencia y dividida en jurisdicciones (cacicazgos). Sus grupos más importantes, dependiendo de la época, fueron los itzá, tutul xiúes, cocomes, chontales, cheles, cupules, los couohes, lacandones, entre otros.

### Mar Caribe
En el Mar Caribe, las islas se encontraban habitadas por taínos, arahuacos, y caribes, quienes eran pescadores,cazadores y recolectores.

### Sudamérica
En el sur de América.

## Estrategia de la conquista
No fue difícil para los europeos detectar las pugnas existentes entre los pueblos, lo más frecuente fue realizar alianzas y contralianzas para vencer a las civilizaciones dominantes, pero en muchas regiones el proceso de sometimiento de los pueblos indígenas duró más de doscientos años.

## Cronología de la conquista de América

### 982 a 1509
- 982 - 1430; Asentamientos en Groenlandia, siendo el primero Erik el Rojo
- ¿?-1020; Asentamientos en L'Anse aux Meadows en Terranova
- 1492; Primer viaje de Cristóbal Colón a Bahamas, Cuba, "La Española" (Haití y República Dominicana): dividida en cinco cacicazgos, fue recibido por Guacanagarix jefe del cacicazgo de Marién quienes ayudaron a la expedición cuando se hundió la nao Santa María y se fundó el Fuerte de Navidad con 39 españoles.
- 1493; los españoles del fuerte de Navidad pretendieron tomar oro y mujeres de los territorios del cacique Caonabo de los caribes; el cacique enojado atacó y mató a Diego de Arana junto con los españoles del Fuerte de Navidad.
- 1493; Colón regresó a la Española, y al ver el daño causado, prefirió trasladar la guarnición fundando la Villa Isabela.
- 1495; Nuevamente en la isla la Española, Caonabo nativo caribeño, atacó la fortaleza de Santo Tomás, pero fue derrotado por Alonso de Ojeda.
- 1496; Bartolomé Colón fundó Santo Domingo en la Española, se someten a los taínos.
- 1497; Sebastián Caboto navegó bajo bandera inglesa a la costa de Terranova.
- 1498; Tercer viaje de Cristóbal Colón, llegó frente al Delta del Orinoco, tornó a la Península de Paria y navegó entre Margarita y Tierra Firme, viendo por primera vez América continental.
- 1501; Rodrigo de Bastidas, junto con Juan de la Cosa y Vasco Núñez de Balboa partiendo de Cádiz navegaron hasta la costa de Santa Martha, Cartagena y Cispatá (Colombia), después el actual litoral de Panamá y el Golfo de Urabá, regresando a La Española.
- 1502; Cuarto viaje de Colón visitó Portobelo en Panamá.
- 1502-1504; Nicolás de Ovando con una flota de 30 embarcaciones llegó a la isla La Española, aliado con el cacicazgo de Marién, atacó al cacicazgo de Jaragua que era gobernado por Anacaona (viuda de Caonabo), la capturó y la mandó ahorcar.
- 1508; Juan Ponce de León es recibido por Agüeybaná cacique taíno en Puerto Rico de forma pacífica, Ponce de León tomó el control de la isla.
- 1509; Juan de Esquivel tras largas luchas logró someter a los arahuacos en la actual isla de Jamaica.

### 1510-1519
- 1510 - 1512; Diego Velázquez de Cuéllar conquista la isla de Cuba, el cacique taíno Hatuey es quemado vivo.
- 1511-1513; Vasco Núñez de Balboa fundó Santa María la Antigua del Darién, posterior capital de Castilla del Oro (Panamá). Dominó al cacique Careta lo bautizó y lo hizo su aliado para luchar contra el cacique Ponca y vencerlo. Encontró al cacique Comagre, que lo recibió pacíficamente. El cacique Ponca se unió a Nuñez de Balboa para vencer al cacique Torecha. Finalmente cruzó el istmo de Panamá y descubrió el Océano Pacífico bautizándolo como el "Mar del Sur".
- 1511; naufragio del Darién, llegan a la costa oriental de la Península de Yucatán, 10 náufragos, de los que solo sobreviven Jerónimo de Aguilar quién posteriormente es rescatado por Hernán Cortés, y Gonzalo Guerrero, que se integró a la civilización maya y combatió a los conquistadores españoles.
- 1513; Ponce de León viajó a la península de la Florida.
- 1517; Francisco Hernández de Córdoba, descubridor de Yucatán, partió de la isla de Cuba y llegó a la costa oriental de la península de Yucatán, fue emboscado por los mayas cocomes en Ekab, fue expulsado por los mayas putunes de Chakán Putum al occidente de la península, escapó a la Florida donde también fue atacado. Murió al poco tiempo en Cuba, a consecuencias de las heridas recibidas durante su expedición.
- 1518; Juan de Grijalva, descubrió Cozumel, viajó a Chakán Putum, para tomar venganza y sostuvo un fuerte enfrentamiento con los mayas putunes, matando al Halach uinik maya de los couohes, llamado Moch Couoh. Continuó su navegación por el litoral del Golfo de México descubriendo Tabasco y San Juan de Ulúa, donde se enteró de la existencia del Imperio azteca y sus riquezas en oro.
- 1519; Pedro Arias Dávila fundó la Ciudad de Panamá (Panamá la Vieja)
- 1519; Hernán Cortés, viajó a Cozumel e hizo alarde de su fuerza militar, los mayas lo recibieron pacíficamente; en la batalla de Centla venció a los mayas chontales fundando Santa María de la Victoria (estado mexicano de Tabasco); fundó la Villa Rica de la Vera Cruz, fue recibido por embajadores aztecas, de forma pacífica, pronto descubrió que los totonacas estaban sometidos por los mexicas (aztecas), y rápidamente hizo una alianza con los totonacas prometiéndoles ayuda para liberarse del yugo de los aztecas.
- 1519;Cortés avanzó hacia Tenochtitlan, sometiendo a los tlaxcaltecas y cholultecas, a quienes una vez vencidos también convirtió en sus aliados contra los aztecas, fue recibido pacíficamente en México-Tenochtitlan por Moctezuma II quién consideró al conquistador un semidiós.

### 1520-1529
- 1520; Desde Jamaica, Francisco de Garay envió cuatro embarcaciones al mando Alonso Álvarez de Pineda quién navegó el litoral del Golfo de México hasta la Florida. Cortés capturó a un puñado de sus hombres en Veracruz. Intentó establecerse un poco más al norte en la desebomcadura del río Pánuco pero fue atacado por los huastecos y regresó a Jamaica. Garay envió una segunda expedición al mando de Diego de Camargo, la cual volvió a fracasar y los sobrevivientes se unieron a las fuerzas de Cortés.
- 1520; Diego Velázquez de Cuéllar envió a Pánfilo de Narváez para someter a Cortés, fracasando rotundamente, sus fuerzas se unieron a las de Cortés.
- 1520; Cuitláhuac expulsó a los conquistadores en el episodio conocido como Noche Triste.
- 1521; Hernán Cortés se reabasteció, con una gran fuerza aliada regresó realizando campañas militares hasta Tenochtitlan para vencer a los aztecas.
- 1522; Pascual de Andagoya incursionó en el Perú, pero su intento de conquista fracasó.
- 1522; Cristóbal de Olid bajo las órdenes de Cortés, marchó al actual estado mexicano de Michoacán donde Tangaxoantzíntzicha jefe de los purépechas juró obediencia a la Corona española sin resistencia.
- 1522-1523; Juan Rodríguez de Villafuerte intentó conquistar el actual estado mexicano de Colima, pero fue repelido por Colímotl jefe de los colimas, ese mismo año Cristóbal de Olid realizó un segundo intento y de igual forma fue repelido; en 1523 Gonzalo de Sandoval logró someter a Colímotl.
- 1522-1523; concluida la conquista de Tenochtitlan, Cortés marchó al río Pánuco para tomar venganza de las expediciones de Garay, quién en 1523 llegó con refuerzos y pactó con Cortés. Garay murió repentinamente de muerte natural.
- 1522-1532; el cacique taíno cubano, Guamá, luchó en las montañas de oriente de Cuba durante diez años.
- 1523; Francisco Hernández de Córdoba, (homónimo del descubridor de Yucatán) fundó las ciudades de Granada y León en la actual Nicaragua.
- 1527; Juan de Ampíes fundó la ciudad de Coro en el territorio caquetío de Coriana, en las costas occidentales de Venezuela.
- 1527-1529; Francisco de Montejo, "el Adelantado" con ayuda de Alonso de Ávila (ambos excapitanes de Cortés) realizaron la primera campaña de la conquista de la península de Yucatán de oriente a occidente, lograron avanzar hasta Cochuah donde mataron 1200 mayas cupules, pero fueron repelidos y regresaron a la costa oriental para fundar algunas Salamanca de Xel-Há, y Xamanha, posiciones que fueron abandonadas.
- 1528; Pánfilo de Narváez viajó a la Florida donde enfrentó a los Apalaches (famosos por arrancar el cuero cabelludo a sus rivales).
- 1529; Nuño de Guzmán con una fuerza de 300 españoles y 6000 nativos aliados, incursionó en los actuales estados mexicanos de Nayarit, Jalisco, Colima, Aguascalientes y parte de Sinaloa, Zacatecas y San Luis Potosí, sitiando poblados indígenas, apropiándose del maíz y otros cultivos, arrasando e incendiando las poblaciones, aplicó tormentos a los caciques para indagar sobre sus riquezas. Fundó el reino de Nueva Galicia en 1531.

### 1530-1539
- 1530-1535; Francisco de Montejo, el Adelantado, junto con su hijo Francisco de Montejo y León "el Mozo", y Francisco de Montejo, el sobrino, realizaron la segunda campaña de la conquista de Yucatán de occidente a oriente, logrando establecer posiciones, pero fueron fuertemente atacados en Chichén Itzá por los mayas cocomes. Alonso de Ávila cruzó la península y para establecer posición en Salamanca de Bacalar, pero también fue abandonada.
- 1537; En los actuales territorios de Honduras y El Salvador, Lempira capitán del pueblo lenca logró reunir un ejército de 300,000 nativos con ayuda de la tribu vecina de los cares y ofreció una fiera resistencia contra las acciones de conquista del capitán Alonso de Cáceres quien reportaba a Francisco de Montejo. Cáceres concertó una reunión con Lempira para negociar la droga, sin embargo en dicha reunión un francotirador asesinó con repetidos tiros de arcabuz al dirigente indígena.
- 1539-1541; Hernando de Soto logra ganar una batalla ante los Apalaches y se estableció brevemente en Tallahassee (Florida), los nativos contratacaron la posición la cual de Soto tuvo que abandonada y avanzó hacia las montañas Apalaches en busca de oro, en su avance confrontó a los Choctaw en la batalla de Mauvila liquidando de 2000 a 6000 indígenas, en 1541 llegó al río Misisipi donde se enfrentó a los Chickasaws no pudiendo sostener la posición avanzó a los actuales estados de Arkansas, Oklahoma y Texas. En Caddo Gap (Arkansas) sostuvo una batalla con Tula.

### 1540-1549
- 1540-1542; Francisco Vázquez de Coronado salió de Nueva Galicia con 340 españoles e indios aliados hacia el norte, tomó al pueblo de los Zuñi al norte del río Bravo, la expedición fue atacada varias veces, en busca de riquezas continuó hasta contactar a los wichitas, tras su fracaso regresó a Nueva Galicia con solo 100 hombres.
- 1540-1545; Tercera campaña de los Montejo para la conquista de Yucatán, mediante alianzas con los tutul xiúes, lograron el sometimiento de los Ah Canul, cheles, quienes ayudaron a someter a los cocomes y cupules, se fundaron las ciudades de Mérida y Valladolid, nuevamente las tribus mayas se organizan en una rebelión que duró un año más de 1546 a 1547.
- 1541-1542; en la recién establecida Nueva Galicia se desarrolla la Guerra del Mixtón liderada por el zacateco don Diego y el caxcán Francisco Tenamaztle. Durante los enfrentamientos muere el experimentado conquistador Pedro de Alvarado. El virrey Antonio de Mendoza logró pacificar a la mayoría de los rebeldes, los sobrevivientes comienzan una guerra de guerrillas.
- 1542-1543; Juan Rodríguez Cabrillo salió de Barra de Navidad (Jalisco) navegando hacia el norte por la costa del Océano Pacífico llegó a los actuales territorios de Los Ángeles y San Diego en California. Murió a consecuencia 1543 debido a una herida provocada en una escaramuza con los nativos del área. Bartolomé Ferrelo continuó la expedición hasta el territorio de Oregón y regresó al punto de partida.

### 1550-1598
- 1551; Francisco Tenamaztle se rinde y es deportado a Valladolid, donde conoce a fray Bartolomé Costecho en 1554. Bajo la defensa del fraile, el caxcán denuncia los abusos cometidos a su pueblo ante el Consejo de Indias. Se desconoce el desenlace del juicio.
- 1554; se inicia el conflicto conocido como la Guerra Chichimeca, la cual es una respuesta agresiva de los coras, huicholes, tepehuanes, y mexicaneros contra la imposición de trabajos forzados en las minas descubiertas en los territorios septentrionales de la Nueva España y Nueva Galicia, es decir en los actuales estados mexicanos de Zacatecas, Guanajuato, Aguascalientes, y Jalisco. Las hostilidades perduran por más de cincuenta años.
- 1538-1568; Rebelión de los guamares en el área del actual bajío mexicano, los guamares atacaron los asentamientos españoles de Pénjamo, Comanja, Robledal en las cercanías de Guanajuato, como medida defensiva se construyeron presidios en la zona y poco a poco los nativos fueron sometidos.
- 1584; Walter Raleigh tomó posesión en nombre de la Corona inglesa el territorio del actual estado de Virginia, donde habitaban los powhatan, los cherokee y otras etnias más.
- 1598; Juan de Oñate en el actual territorio de Nuevo México estableció la colonia San Juan Pueblo, territorio de los zuñis, reprimió la "rebelión de los acoma" tan fuertemente que la misma Corona española lo desterró de Nuevo México.

### 1600
- 1601; en el mes de diciembre, los acaxees liderados por Perico se levantaron contra el dominio español en el episodio conocido como rebelión acaxee en el territorio del actual estado mexicano de Sinaloa.
- 1607; los primeros colonos británicos arribaron en tres embarcaciones al territorio explorado previamente por Raleigh y construyeron el fuerte de Jamestown (Virginia), son atacados en una pequeña confrontación por los nativos paspegh.
- 1609; Gaspar Yanga realizó una lucha de emancipación contra la esclavitud de la raza negra en Veracruz, Nueva España, (actual territorio mexicano).
- 1609; En los alrededores de la actual ciudad de Quebec, el francés Samuel de Champlain estableció alianzas con los hurones, los algonquinos y los etchemin para enfrentar a los iroqueses. Las hostilidades entre franceses e iroqueses duraron doscientos años.
- 1609-1613; se desarrolló la primera guerra Anglo-Powhatan, en Jamestown (Virginia) entre los colonos ingleses y los powhatan, en 1614 se firmó una paz temporal debido al matrimonio de Pocahontas con el colono John Rolfe.
- 1622; Los nativos powhatan intentan expulsar a los colonos británicos en el episodio conocido como "masacre de Jamestown", donde mueren 300 británicos.
- 1637; John Mason liderando a los colonos ingleses y auxiliado por los mohegan y narragansett, destruyó el principal poblado pequot en Connecticut, en el episodio conocido como Guerra de Pequot.
- 1637; Roger Williams y los colonos ingleses forman una alianza con los narragansett para enfrentar a los pequot en Rhode Island.
- 1642; misioneros franceses construyeron un fuerte estableciendo la Villa María de Montreal, la cual es atacada continuamente por los iroqueses.
- 1659-1660; granjeros holandeses y nativos de la tribu Esopus perteneciente a los lenape se confrontaron en la primera guerra esopus, los nativos cedieron tierra a cambio de la paz, en el actual territorio del Condado de Ulster, Nueva York..
- 1663; Mediante guerra de guerrillas, la tribu esopus ataca a los holandeses quienes con ayuda de los Mohawk los persiguen en el episodio conocido como segunda guerra esopus, la cual finalizó con la muerte de Papequanaehen jefe de los esopus.
- 1675-1676; en el actual territorio de Nueva Inglaterra debido a la creciente expansión de los colonos ingleses, se desencadenó el conflicto conocido como la guerra del Rey Philip y como consecuencia los pueblos de los narragansett, los wampanoag, los podunk, los nipmuck, los mahicanos fueron prácticamente erradicados; los sobrevivientes fueron esclavizados y vendidos fuera de la región.
- 1681-1756; en el actual estado de Pensilvania el británico William Penn fundó la ciudad de Filadelfia bajo el concepto del Santo Experimento en el que se promovió la convivencia pacífica con los nativos lenape, sin engaños, con un trato justo, y sin expulsarlos; el experimento atrajo a vivir ingleses, galeses, irlandeses y alemanes, de todas las religiones, sin embargo el concepto fracasó después de 75 años, en 1756 el gobernador declaró la guerra a las tribus de Delaware y Shawhee.
- 1688-1689; colonos franceses dirigidos por René Robert Cavelier de La Salle son expulsados por los karankawa en la actual Navasota, Texas.
- 1695; los franciscanos llegan a Tayasal en Petén, Guatemala, pero son expulsados por Canek jefe de los mayas itzáes.
- 1697 Martín de Urzúa y Arizmendi con 235 soldados y aliados mayas de la Península de Yucatán, logra someter el último reducto de los mayas couohes y de los itzá en el Petén guatemalteco.

### 1700
- 1711; en el actual territorio de Carolina del Norte, los colonos ingleses enfrentaron a los tuscarora diezmándolos y desplazándolos.
- 1712; en el pueblo de Canuc ubicado en el actual estado mexicano de Tabasco, una supuesta aparición de la virgen anunció el final de la opresión de los españoles, por consecuencia los tzeltales se rebelaron, 15 años más tarde en 1727 hubo rumores de otra supuesta aparición, pero las autoridades novohispanas aumentaron la vigilancia armada.
- 1715; los nativos pamlico originarios del actual territorio de Carolina del Norte fueron avistados por última vez.
- 1729-1730; los colonos franceses en el territorio de Luisiana (cerca del río Misisipi) exigen mayores territorios a los natchez quienes se sublevan pero son fuertemente masacrados, los sobrevivientes son vendidos como esclavos.
- 1761; Jacinto Canek dirigente maya realizó un levantamiento en la península de Yucatán, Nueva España.
- 1763-1766; el jefe Pontiac organizó una alianza entre los potawatomi, hurones, ottawa, mayas de mayami y tribus de Illinois contra los ingleses en el fuerte Detroit y en la batalla de Bloody run, en 1766 firmó un pacto en Oswego, Nueva York.
- 1768; los nativos cheraw originarios de Carolina del Sur fueron vistos por última vez.
- 1784; primer asentamiento ruso en Alaska, Grigory Ivanovich Shelikhov en la isla de Kodiak.

### 1800
- 1799-1804; la sobrexplotación de pieles realizada por los rusos provoca fuertes enfrentamientos con los Tlingit, diezmando de esta manera a la población nativa, la batalla de Sitka en 1804, es el acontecimiento más destacado.
- 1810-1821; en el actual territorio de Míchigan las tribus indígenas ojibwe, ottawa y potawatomi lucharon contra los colonos estadounidenses siendo vencidos y forzados a trasladares a las reservas indígenas en el extremo occidental de Estados Unidos.
- 1830; con la Ley de Expulsión de los Indios del presidente Andrew Jackson, la mayoría de los maskoki fueron expulsados de su territorio en Georgia al llamado Territorio Indio (hoy Oklahoma).
- 1832; en el actual territorio de Wisconsin, aconteció la Guerra de Black Hawk entre el ejército de los estadounidenses aliado con los menominee y potawatomi en contra de los sauk, fox y kickapoo por la posesión de los actuales territorios de Wisconsin e Illinois.
- 1847-1851; en la península de Yucatán estalla la Guerra de Castas un levantamiento armado de los nativos mayas contra criollos y mestizos, hubo varios intentos de firmar acuerdos de paz por el gobierno mexicano, sin embargo los rebeldes mayas se replegaron a la costa oriental de la península.
- 1861-1886; en el actual territorio de Arizona, los apaches confrontaron a los estadounidenses en las guerras apaches logrando resistir debido al conocimiento del territorio, finalmente fueron vencidos cuando fue capturado su jefe Gerónimo y desplazados a vivir en reservaciones.
- 1866-1868; El jefe sioux oglala Red Cloud lucha contra el ejército de los estadounidenses por los territorios de actualmente conocidos por Wyoming y el sur de Montana en el conflicto conocido como la Guerra de Nube Roja, logrando conseguir la paz y los territorios de los lakota y Black Hills mediante el tratado de Fort Laramie.
- 1869; los métis etnia mixta, se opusieron a la incorporación de Territorios del Noroeste, Manitoba, Alberta, y Saskatchewan a Canadá, Louis Riel logró capturar Winnipeg, pero el movimiento fue sofocado por el gobierno canadiense al año siguiente. Riel realizó un segundo intento más en 1885 pero fue atrapado y ejecutado.
- 1876-1890; debido a las violaciones del tratado de Fort Laramie, ocurren una serie de batallas conocidas como las guerras de Black Hills, entre la caballería del ejército estadounidense contra los cheyennes y los sioux oglala, entre las más famosas es la Batalla de Little Big Horn donde el 7.º Regimiento de Caballería al mando de George Armstrong Custer fue derrotado por Crazy Horse, y Sitting Bull, al final los nativos fueron vencidos, y desplazados a reservaciones.
- 1888; Sublevaciones indígenas en Chiapas de los zoques, mames, tzeltales, querenes y soctones.

### 1900
- 1901; Bacalar y Chan Santa Cruz, últimas posiciones mantenidas por los mayas del conflicto de la Guerra de Castas son tomadas por el gobierno mexicano a través del vicealmirante Ángel Ortiz Monasterio, y el general Ignacio A. Bravo en el actual estado de Quintana Roo.
- 1982; el gobierno canadiense reconoce a los métis como descendientes de pueblos aborígenes y permitió que demanden individualmente el reconocimiento de sus derechos tradicionales, tales como los derechos de cazar y atrapar.
- 1994; el Ejército Zapatista de Liberación Nacional conformado en su mayoría por mayas choles, tseltales, zoques, tsotsiles, tojolabales y mames declara la guerra al gobierno mexicano, los enfrentamientos bélicos duran poco tiempo, formándose comisiones para los acuerdos de paz. La zona del conflicto perteneciente al estado mexicano de Chiapas es militarizada y el acceso restringido.
- 1996-1999; los oka, ipperwash y nativos de Gusafsen Lake pueblos pertenecientes a los inuit realizaron disturbios contra el ejército canadiense para lograr una mayor autonomía, logrando obtener el territorio autónomo de Nunavut.

### 2000
- 2003; se conforman los Municipios Autónomos Zapatistas en estado mexicano de Chiapas.
- 2003; una resolución legal de una corte en Ontario deliberó que los métis merecen los mismos derechos que otras comunidades aborígenes en Canadá.
- 2007; el 13 de septiembre de 2007 es promulgada la Declaración sobre los Derechos de los Pueblos Indígenas en el marco de la sesión 61 de la Asamblea General de las Naciones Unidas. A pesar de que ciento cuarenta y tres países votaron a favor, Estados Unidos, Canadá, Nueva Zelanda y Australia votaron en contra.[1]

## Galería de imágenes

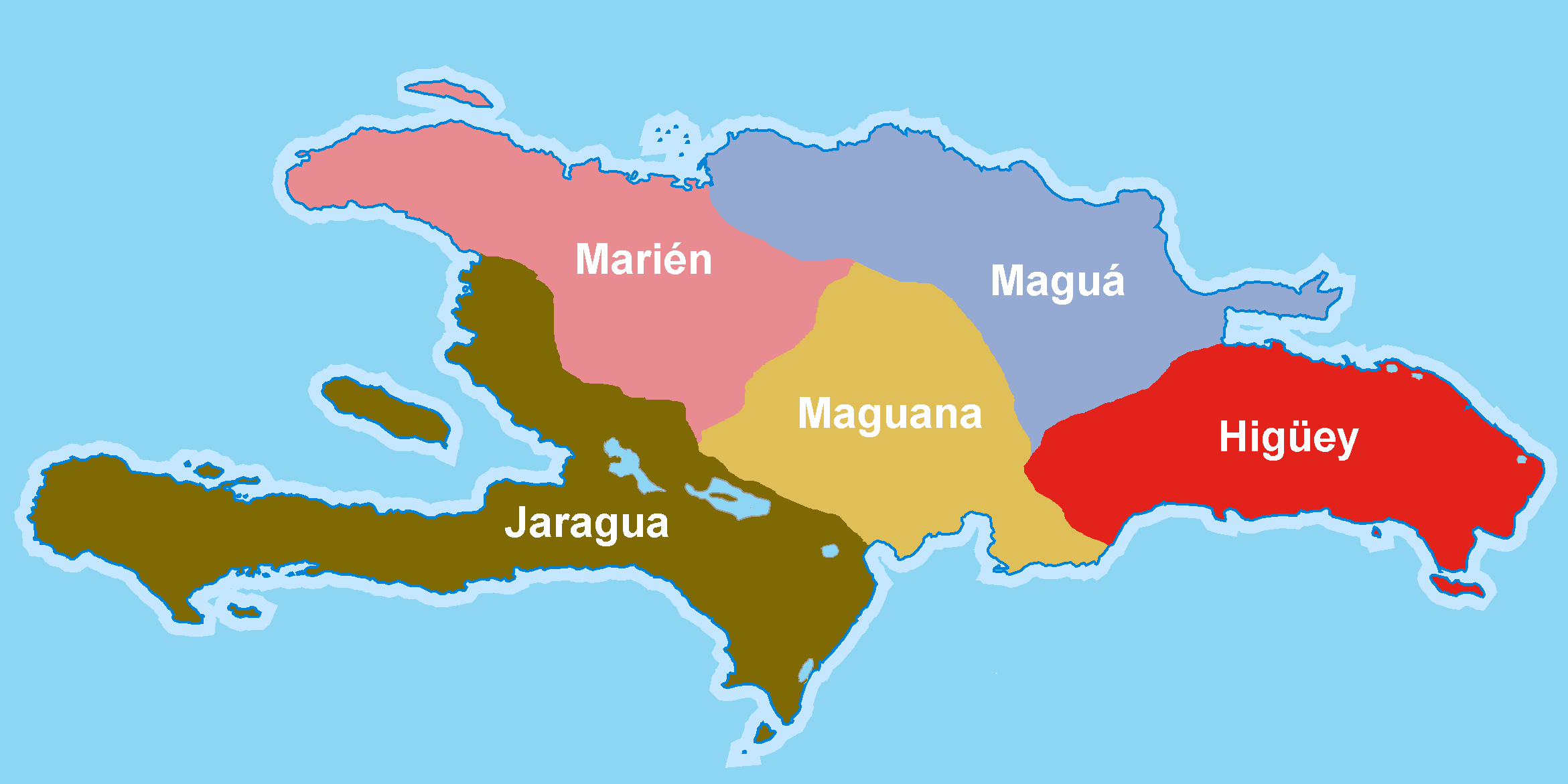
Cacicazgos de los taínos y caribes en La Española, antes de la conquista de la isla.
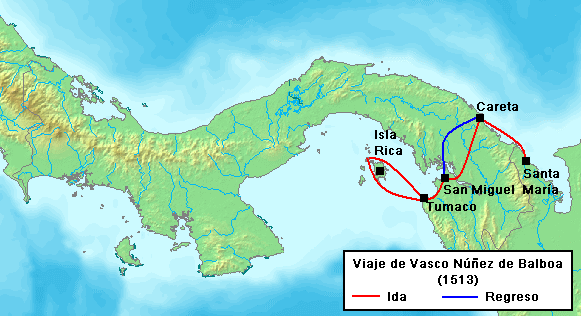
(1513) Ruta de Vasco Núñez de Balboa
(1519) Imperio Azteca antes de la conquista
(1519-1521) Conquista de Tenochtitlan, ruta de Hernán Cortés en 1519
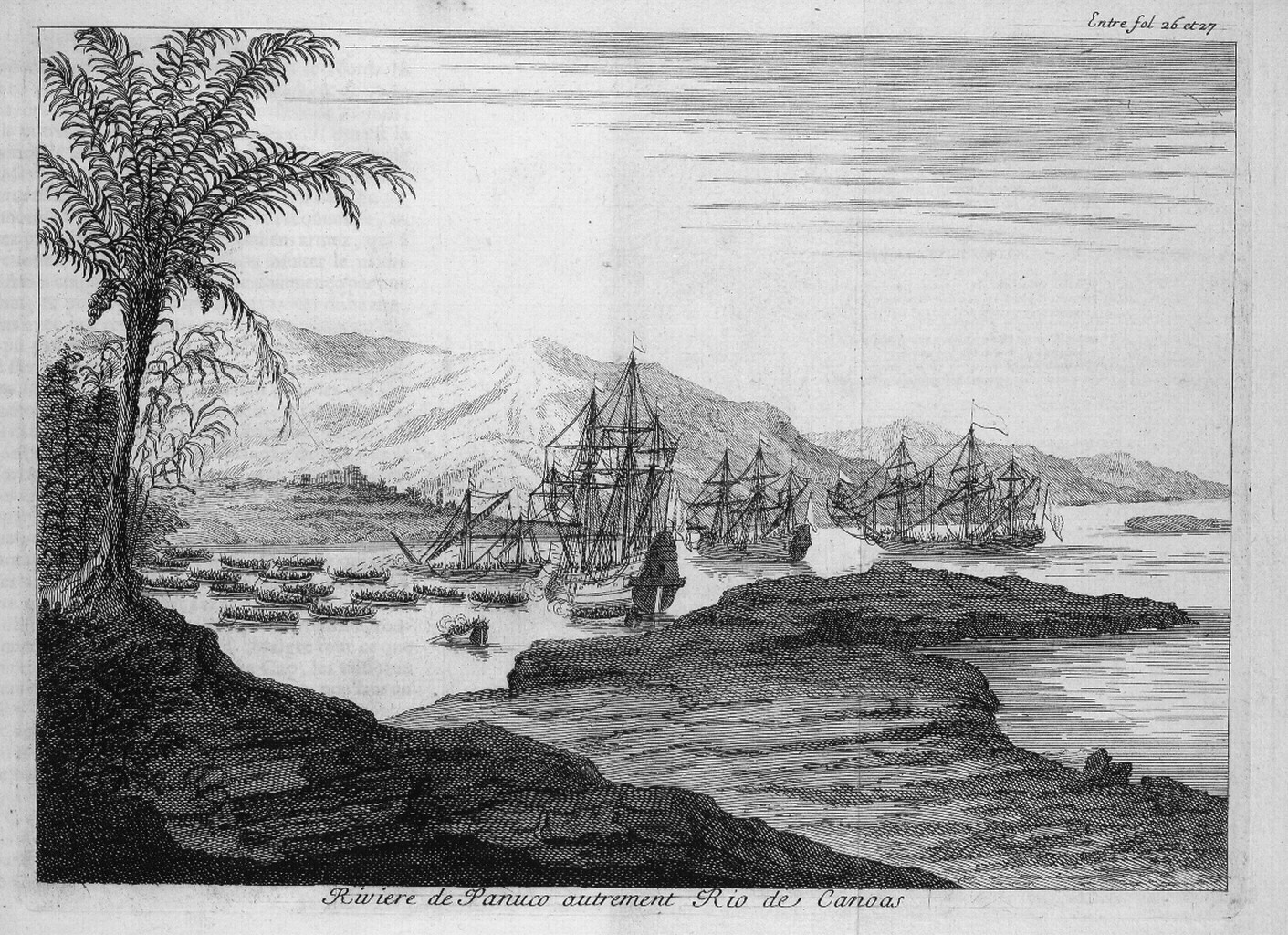
(1520-1523) Expediciones de Francisco de Garay en disputa con Hernán Cortés por el río Pánuco
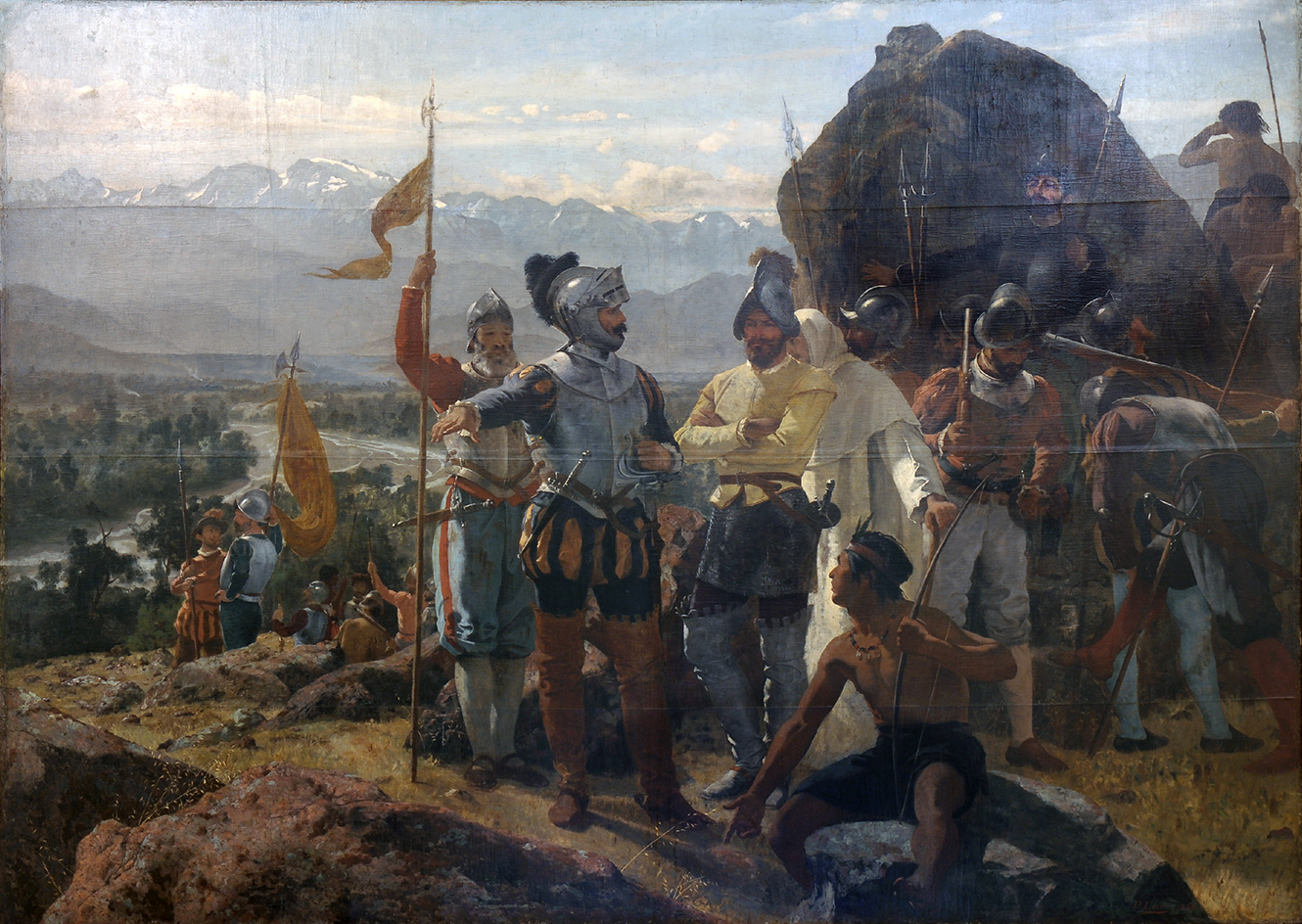
(1541) Pedro de Valdivia fundación de la Santiago de Chile
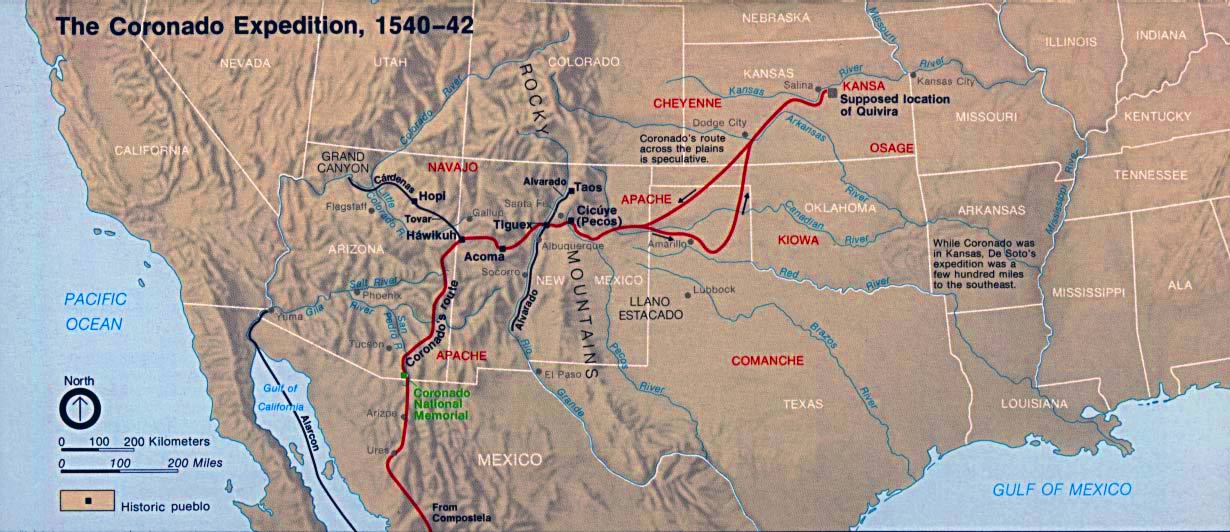
(1540-1542) Expedición de Francisco Vázquez de Coronado
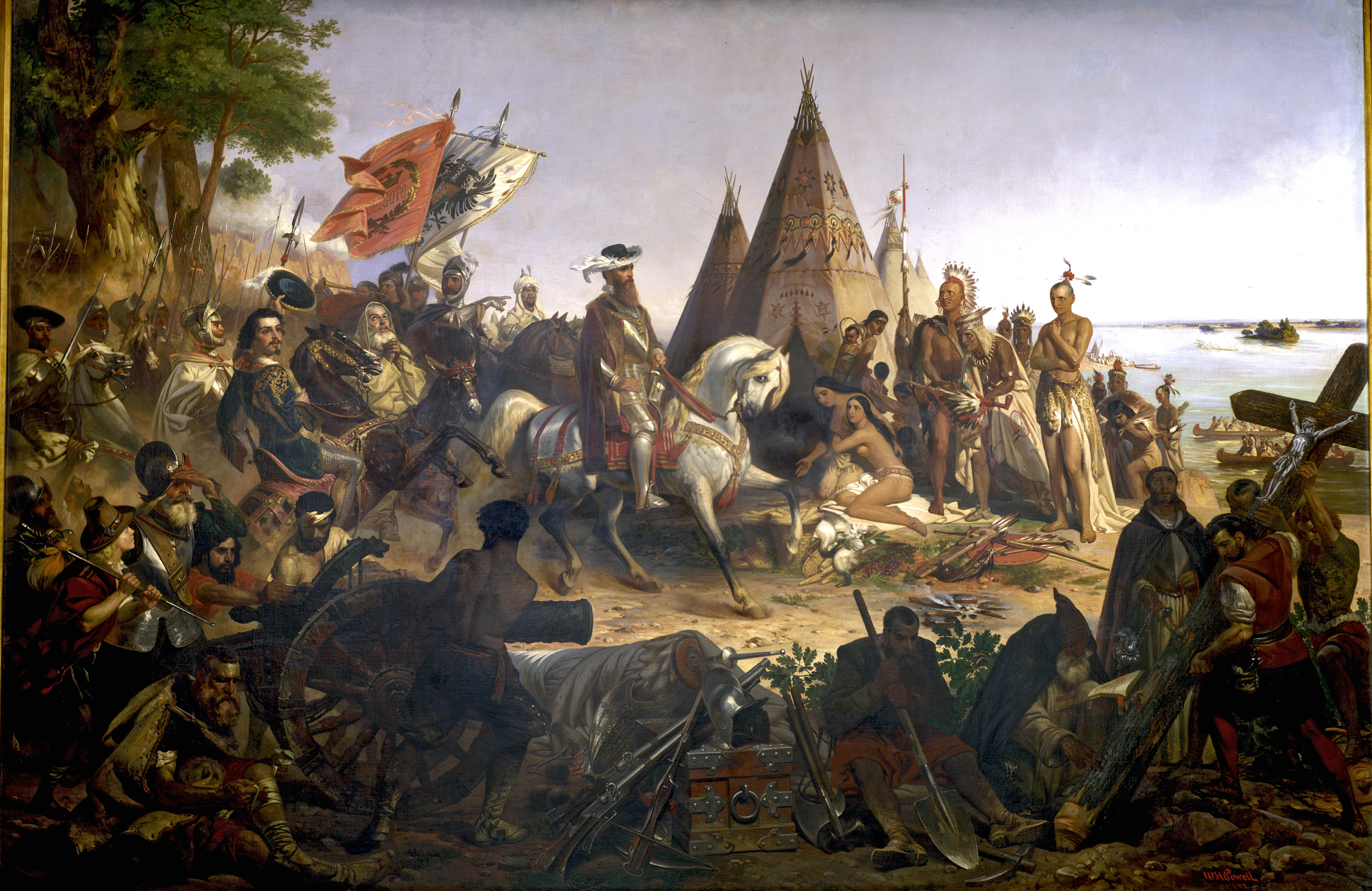
(1541) Hernando de Soto en el Mississippi
Cacicazgos mayas en la península de Yucatán antes de la conquista en 1529
Provincias españolas en la península de Yucatán después de la conquista en 1549
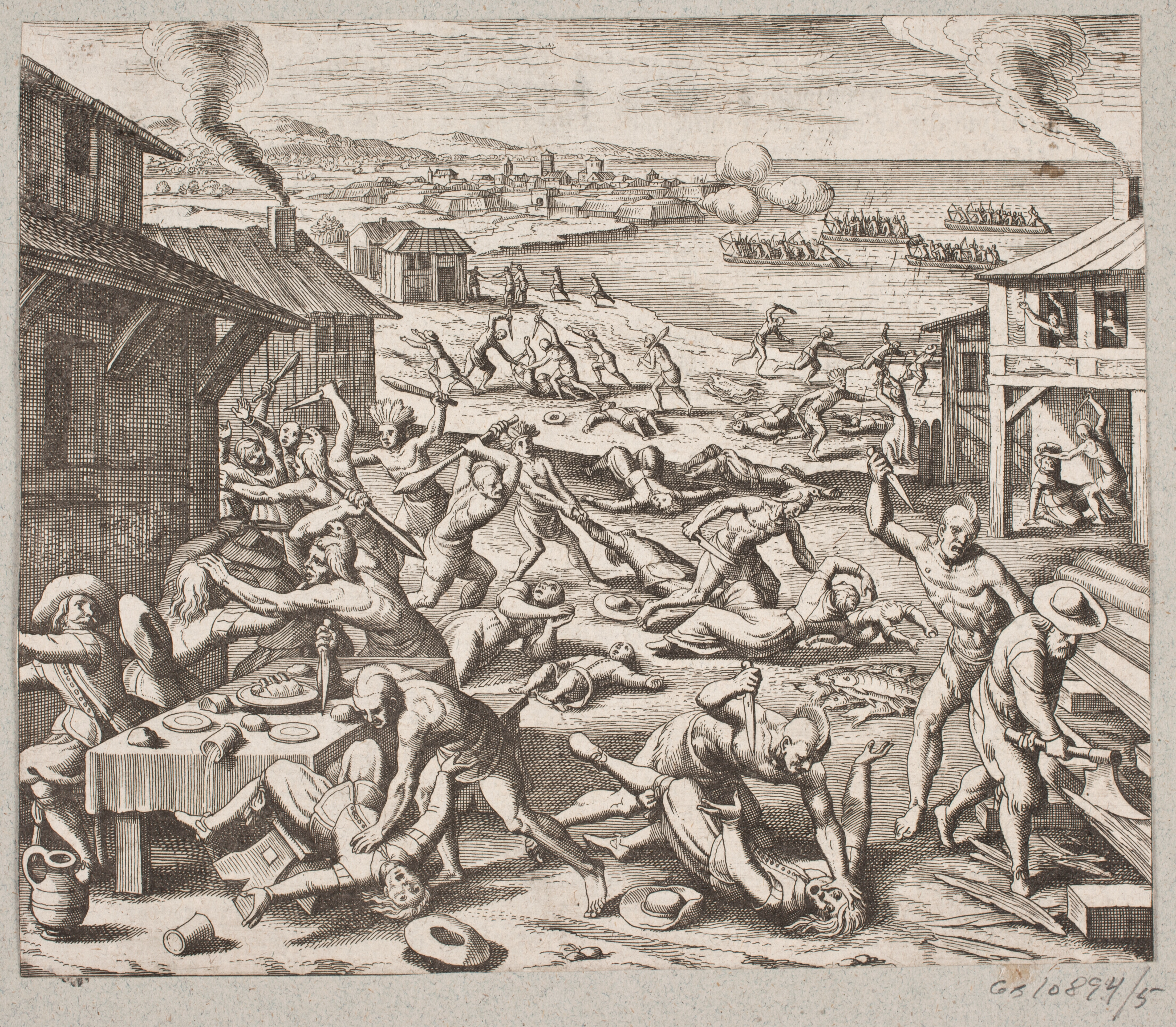
(1622) Los nativos Powhatan atacan a los colonos ingleses en la "masacre de Jamestown" (Virginia)
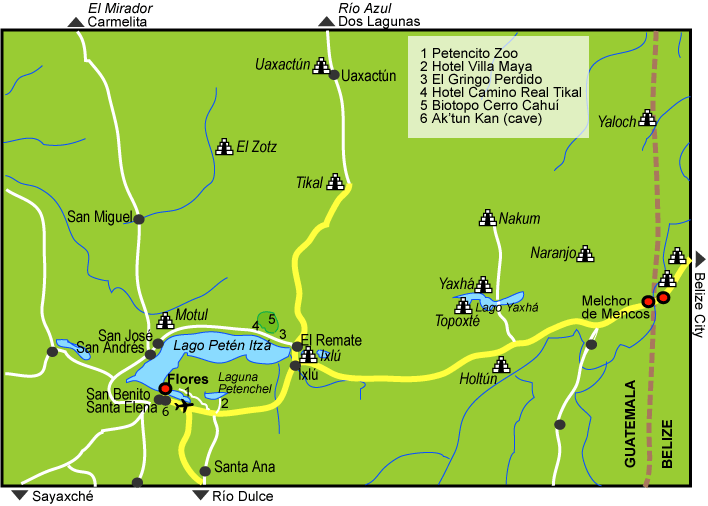
(1695) Tayasal en el Peten Itzá es el último reducto de los mayas itzáes en ser conquistado
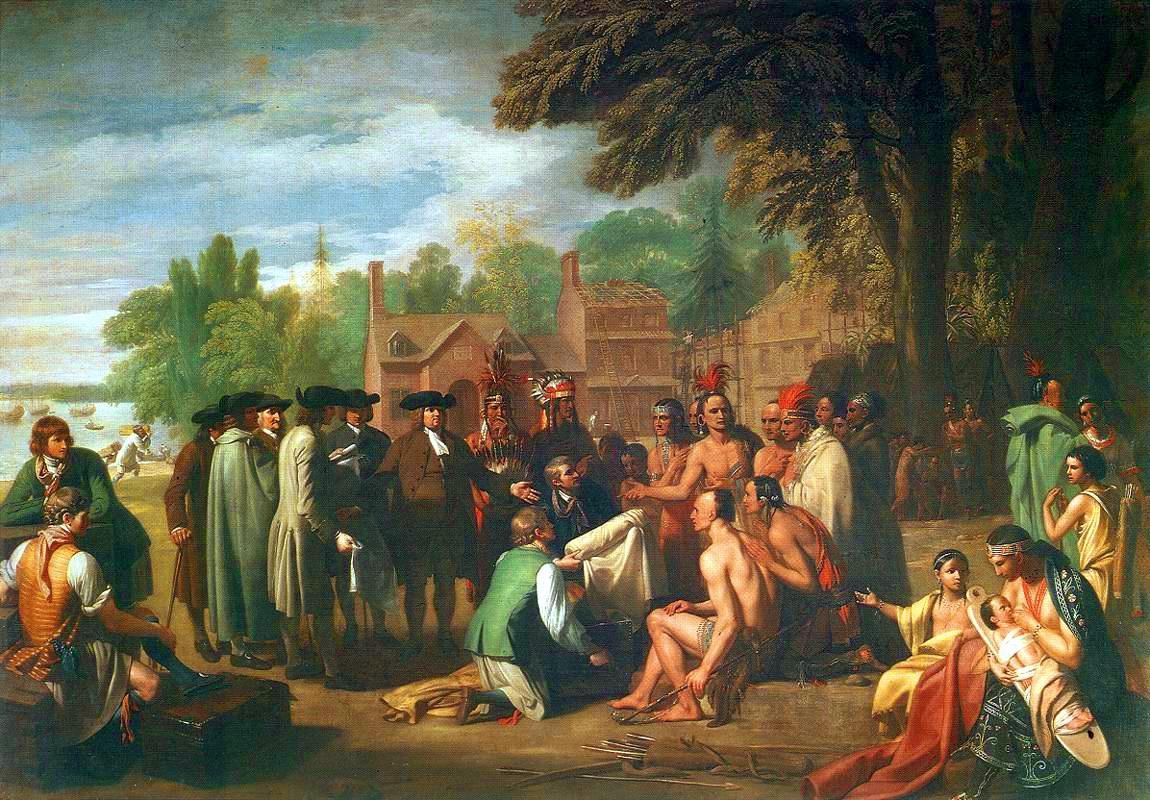
(1681-1756) Santo Experimento promueve la convivencia pacífica con los indígenas en Filadelfia
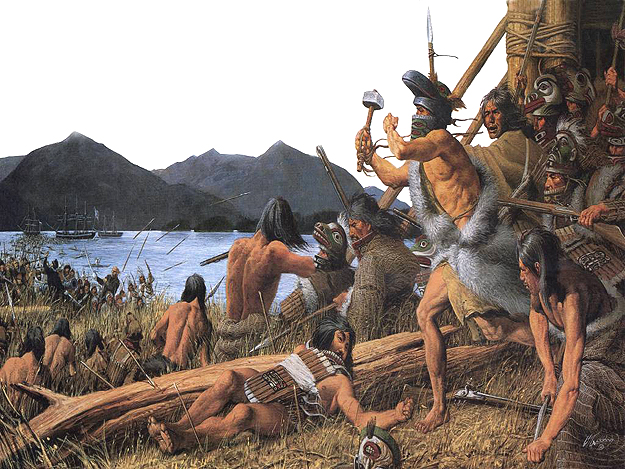
(1804) Batalla de Sitka Conquista rusa de Alaska
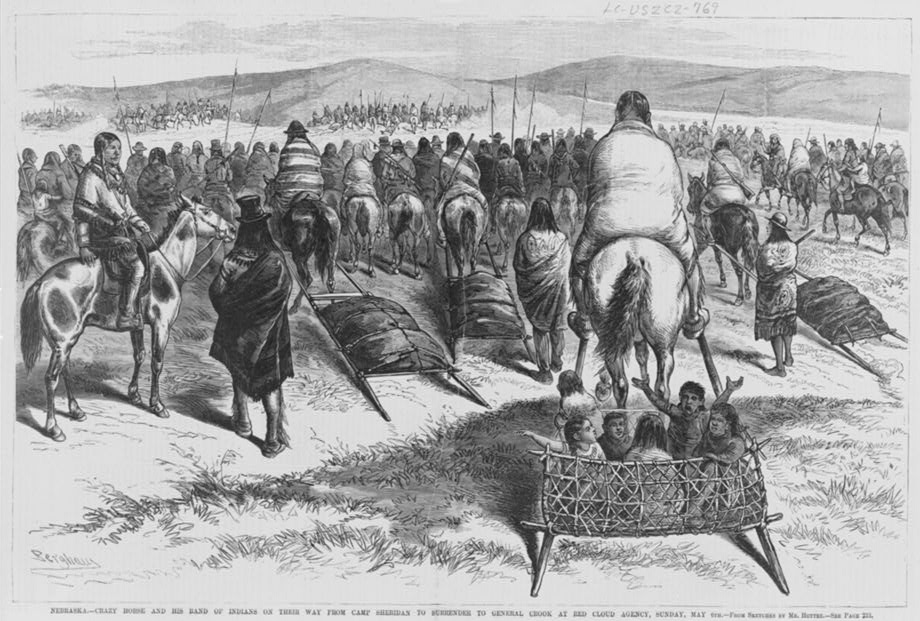
(1877) Crazy Horse y los sioux en camino a la rendición ante el general Crook
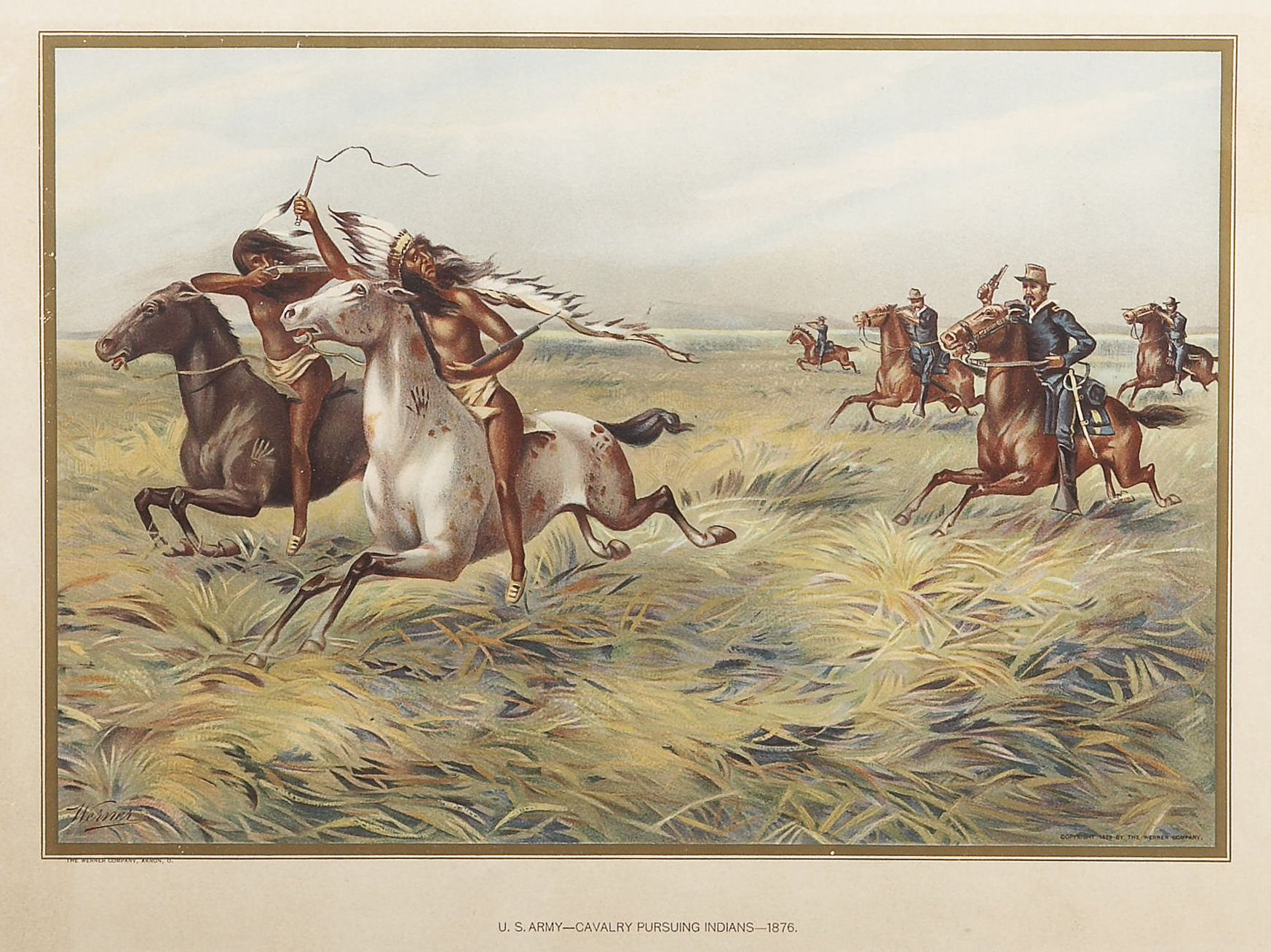
(1622-1898) Guerras Indias
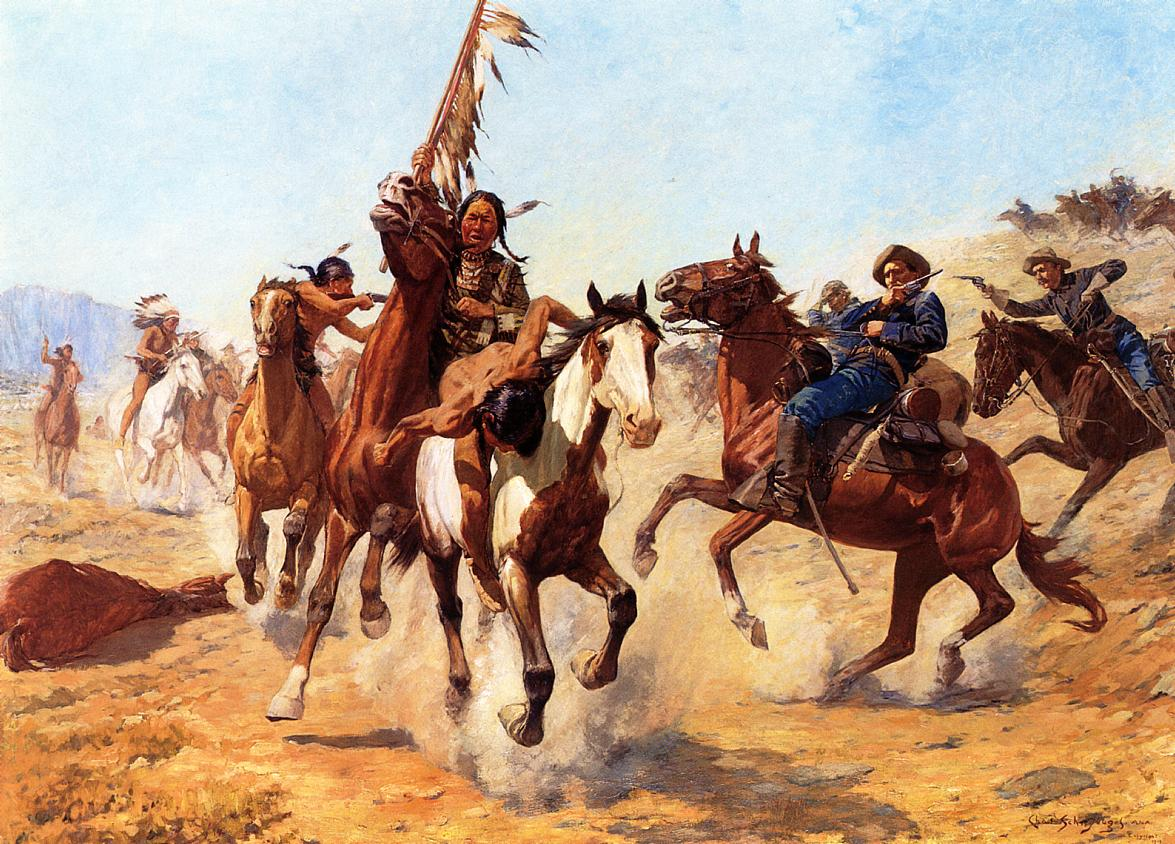
(1622-1898) Guerras Indias
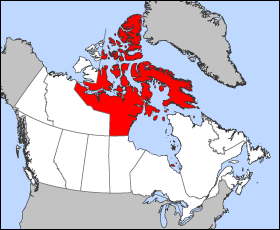
(1999) el gobierno canadiense satisface el anhelo de los inuit con la creación del territorio autónomo de Nunavut